# Reis de Cima
Reis de Cima é uma aldeia portuguesa pertencente à freguesia de Almagreira e ao concelho de Pombal.